# Konrad Hitschler
Ernst Konrad Hitschler (* 21. Dezember 1896 in Zweibrücken; † 20. Februar 1945 in Budapest) war ein deutscher Generalleutnant der Polizei und SS-Gruppenführer im Zweiten Weltkrieg.

## Leben
Hitschler, Sohn eines Ingenieurs, beendete seine Schullaufbahn im August 1914 an einem humanistischen Gymnasium. Drei Wochen nach Beginn des Ersten Weltkriegs trat er als Freiwilliger in die Bayerische Armee ein. Er war mit dem 23. und 22. Infanterie-Regiment an der Westfront eingesetzt. Zuletzt diente er nach einem Offizierslehrgang als Kompanieführer.
Nach Kriegsende war er für etwa ein Jahr Adjutant an der Unteroffizierschule Fürstenfeldbruck und gehörte zwischenzeitlich dem Freikorps Epp an. Nach seiner Entlassung aus der Armee trat er Ende Januar 1920 in die Bayerische Landespolizei ein, wechselte von dort Anfang Mai 1925 zur Gendarmerie und war von November 1925 bis Ende Mai 1933 leitend beim Kommandeur der Gendarmerie bei der Regierung der Pfalz tätig.
Nach der Machtübergabe an die Nationalsozialisten trat er zum 1. Mai 1933 der NSDAP bei (Mitgliedsnummer 3.268.486). Anfang Juni 1933 erhielt er eine Anstellung im Bayerischen Staatsministerium des Inneren im Bereich Sachgebiet für Gendarmerie, dessen Leitung er im November 1937 übernahm.
Mit Beginn des Zweiten Weltkrieges wurde er Kommandeur der motorisierten Feldgendarmerie-Abteilung 682, die am Überfall auf Polen beteiligt war. Ab August 1940 war er im Hauptamt Ordnungspolizei tätig, zunächst als Gruppenleiter der Abteilung Ausbildung. Zwischenzeitlich trat er am 20. April 1941 in die Schutzstaffel ein (SS-Nummer 405.896) und wurde danach als SS-Führer beim Stab des SS-Personalhauptamtes geführt. Von Oktober 1941 bis November 1943 war er Inspekteur der Gendarmerie der Generalinspektion der Gendarmerie und Schutzpolizei der Gemeinden und in Personalunion u. a. Kommandeur des Polizei-Ausbildungsregiments in Oranienburg (Mai bis Juni 1943) und Kommandeur der Ordnungspolizei Simferopol (Juni bis November 1943). Von November 1943 bis September 1944 war er Befehlshaber der Ordnungspolizei (BdO) Simferopol. Von Oktober 1944 bis zu seinem Tod im Februar 1945 war er BdO beim Höheren SS- und Polizeiführer in Ungarn Otto Winkelmann mit Dienstsitz Budapest. Während der Schlacht um Budapest kommandierte er vom 24. Dezember 1944 bis zum Sieg der Roten Armee im Februar 1945 die Polizeikampfgruppe beim IX. SS-Gebirgskorps. Kurz nach dem Ende der Kampfhandlungen starb er krankheitsbedingt in einem Budapester Krankenhaus.

## Auszeichnungen
| Hitschlers Militär-, Polizei- und SS-Dienstgrade   | Hitschlers Militär-, Polizei- und SS-Dienstgrade |
| Datum                                              | Rang                                             |
| -------------------------------------------------- | ------------------------------------------------ |
| 1915                                               | Fahnenjunker                                     |
| Oktober 1915                                       | Leutnant                                         |
| Februar 1920                                       | Leutnant der Landespolizei                       |
| Juni 1923                                          | Oberleutnant der Landespolizei                   |
| Mai 1925                                           | Hauptmann der Gendarmerie                        |
| November 1935                                      | Major der Gendarmerie                            |
| November 1937                                      | Oberstleutnant der Gendarmerie                   |
| April 1941                                         | SS-Obersturmbannführer                           |
| November 1941                                      | SS-Standartenführer                              |
| Dezember 1943                                      | SS-Oberführer                                    |
| 20. April 1944                                     | SS-Brigadeführer                                 |
| 20. April 1944                                     | Generalmajor der Polizei                         |
| 1. Januar 1945                                     | SS-Gruppenführer                                 |
| 14. Februar 1945 (Mit Wirkung vom 30. Januar 1945) | Generalleutnant der Polizei                      |

- Eisernes Kreuz II. und I. Klasse[3]
- Kriegsverdienstkreuz II. und I. Klasse mit Schwertern[3]
- Tapferkeits- und Verdienstauszeichnung für Angehörige der Ostvölker II. Klasse in Silber[3]
- Julleuchter der SS[3]
- Totenkopfring der SS[3]